# Dumas (Texas)
Pour les articles homonymes, voir Dumas.
La ville américaine de Dumas se situe dans le centre-sud des États-Unis, elle est le siège du comté de Moore, dans l’État du Texas. Lors du recensement de 2010, elle comptait 14 691 habitants.
La ville a été nommée du nom de son fondateur, Louis Dumas (1856-1923), président de la Panhandle Townsite Company. 

## Démographie
| Groupe                           | Dumas | Texas | États-Unis |
| -------------------------------- | ----- | ----- | ---------- |
| Blancs                           | 74,9  | 70,4  | 72,4       |
| Autres                           | 15,6  | 10,6  | 6,4        |
| Asiatiques                       | 4,7   | 3,8   | 4,8        |
| Afro-Américains                  | 2,0   | 11,9  | 12,6       |
| Métis                            | 1,8   | 2,7   | 2,9        |
| Amérindiens                      | 0,9   | 0,7   | 0,9        |
| Total                            | 100   | 100   | 100        |
|                                  |       |       |            |
| Hispaniques et Latino-Américains | 50,5  | 37,6  | 16,7       |

## Source
- (en) Cet article est partiellement ou en totalité issu de l’article de Wikipédia en anglais intitulé « Dumas, Texas » (voir la liste des auteurs).